# Attaque de l'école de Blumenau
L'attaque de l'école de Blumenau est survenue le 5 avril 2023 lorsqu'une attaque à la hache de guerre s'est produite dans une garderie à Blumenau, à Santa Catarina, au Brésil. Quatre enfants âgés de cinq à sept ans ont été tués et quatre autres ont été blessés,. Un suspect de 25 ans, qui aurait sauté par-dessus un mur pour accéder à l'école, s'est rendu à la police dans un poste de police voisin.

## Contexte
Les attaques contre les écoles ont augmenté au Brésil dans les années précédant l'attaque. Sur 16 attaques contre des écoles au Brésil entre 2000 et 2022, quatre ont eu lieu dans la seconde moitié de 2022. Une précédente attaque contre une garderie a eu lieu en 2021, lorsqu'un homme de 18 ans a tué trois enfants et deux adultes (en) dans une garderie à Saudades, à Santa Catarina. Une semaine avant l'attaque de Blumenau, un étudiant de São Paulo a tué un enseignant et blessé cinq autres lors d'une attaque au couteau.

## Suspect
La police militaire a identifié l'auteur présumé comme Luiz Henrique de Lima (né le 19 décembre 1997), un homme de 25 ans de Salto do Lontra, de l'État du Paraná. Il travaillait comme messager à moto avant l'attaque. Lima a posté sur Facebook après avoir prétendument attaqué l'école. La police a déclaré que le suspect ne semblait avoir aucun lien avec la garderie.

## Réactions
Le président Luiz Inácio Lula da Silva a déclaré dans un tweet : « Il n'y a pas de plus grande douleur que celle d'une famille qui perd ses enfants ou ses petits-enfants, encore plus dans un acte de violence contre des enfants innocents et sans défense ». Le gouverneur de Santa Catarina, Jorginho Mello (en), a également présenté ses condoléances aux familles des personnes tuées dans l'attaque. Le maire de Blumenau, Mário Hildebrandt, a suspendu les cours et déclaré qu'il déclarerait une période de deuil de 30 jours.

## Suites judiciaires
Le suspect se rend à la police et est placé en détention quelques jours après l'attaque.